# Aleksandar Boljević
Aleksandar Boljević (en serbio: Александар Бољевић; Podgorica, 12 de diciembre de 1995) es un futbolista montenegrino que juega en la demarcación de extremo para el F. K. Željezničar de la Liga Premier de Bosnia y Herzegovina.

## Selección nacional
Tras jugar con la selección de fútbol sub-17 de Montenegro, la sub-19 y la sub-21, finalmente hizo su debut con la selección absoluta el 17 de noviembre de 2013 en un partido amistoso contra Luxemburgo que finalizó con un resultado de 1-4 a favor del combinado montenegrino tras el gol de Maurice Deville para Luxemburgo, y de Marko Baša, Elsad Zverotić, Miroje Jovanović y de Marko Ćetković para el combinado montenegrino.

## Clubes
| Club                    | País                 | Año       | Partidos | Goles |
| ----------------------- | -------------------- | --------- | -------- | ----- |
| FK Zeta                 | Montenegro           | 2011-2014 | 53       | 8     |
| PSV Eindhoven           | Países Bajos         | 2014      | 1        | 0     |
| Jong PSV                | Países Bajos         | 2014-2016 | 71       | 13    |
| Waasland-Beveren        | Bélgica              | 2016-2019 | 103      | 7     |
| Standard de Lieja       | Bélgica              | 2019-2021 | 36       | 6     |
| K. A. S. Eupen (cedido) | Bélgica              | 2021      | 9        | 0     |
| Standard de Lieja       | Bélgica              | 2021-2023 | 7        | 0     |
| Hapoel Tel Aviv F. C.   | Israel               | 2023      | 14       | 0     |
| F, K. Željezničar       | Bosnia y Herzegovina | 2023-     | 9        | 1     |